# ألباسان راشاني
ألباسان راشاني (بالنرويجية: Elba Rashani)‏ (و. 1993  م) هو لاعب كرة قدم نرويجي، مركز لعبه هو مهاجم.

## روابط خارجية
- ألباسان راشاني على موقع الاتحاد الدولي (مؤرشف)  (الإنجليزية)
- ألباسان راشاني على موقع الاتحاد الأوربي (الإنجليزية)
- ألباسان راشاني على موقع اتحاد النرويج (النرويجية)
- ألباسان راشاني على موقع اتحاد تركيا (لاعب) (الإنجليزية)
- ألباسان راشاني على موقع قاعدة بيانات كرة القدم.إي يو (الإنجليزية)
- ألباسان راشاني على موقع ليكيب (الفرنسية)
- ألباسان راشاني على موقع ناشيونال فوتبول تيمز (الإنجليزية)
- ألباسان راشاني على موقع Soccerway.com (الإنجليزية)